# Richard (Bischof, Caithness)
Richard († nach 1279) war ein schottischer Geistlicher. Er wurde zum Bischof von Caithness gewählt, verzichtete aber dann auf das Amt.
Richard war Dekan von Caithness. Er wurde vor November 1278 zum Bischof der Diözese Caithness gewählt. Papst Nikolaus III. befahl am 9. März 1279 den Bischöfen William Wishart von St Andrews und Hugh of Bennum von Aberdeen sowie den Provinzialminister der Franziskaner, die Eignung von Richard für das Bischofsamt zu überprüfen. Anschließend sollte Henry de Nottingham, der Vertreter der Diözese an der Kurie, die vom Kathedralkapitel und mehreren Bischöfen besiegelte Bestätigung der Eignung dem Papst übergeben. Der Papst hatte aber wohl schon erhebliche Einwände gegen die Wahl von Richard. Nach der Aussage von Nottingham hatte Richard einen über 30 Jahre alten Sohn und womöglich noch einen weiteren Sohn. Dazu hätte der Papst erfahren, dass Richard nach einem Schlaganfall gelähmt sei und dass er aus Altersgründen sein Amt nicht mehr ausüben könne. Daraufhin bat der Papst die beiden Bischöfe von St Andrews und Aberdeen sowie den Provinzialminister, Richard höflich zu bitten, die Wahl auszuschlagen. Sollte er auf sein Amt bestehen, dann sollten sie die Rechtmäßigkeit der Wahl, das Vorleben und die Eignung Richards überprüfen und ihn auffordern, persönlich vor der Kurie zu erscheinen. Unter diesem Druck verzichtete Richard auf das Amt des Bischofs.